# Оржицький район
О́ржицький райо́н — район, який існував у 1923—1961 та 1965—2020 роках і був розташований на північному заході Полтавщини. Районний центр: Оржиця. Ліквідований у зв'язку із децентралізацією рішенням Верховної Ради України 17 липня 2020 року. Територія району включена до складу Лубенського району.

## Географія
Район розташований у лісостеповій фізико-географічній зоні, має площу території близько 1 тис. км², що становить 3,5 % від території області. Район утворений 7 березня 1923 року, межує з Гребінківським, Лубенським, Хорольським, Семенівським районами Полтавської області, Чорнобаївським, Драбівським районами Черкаської області.

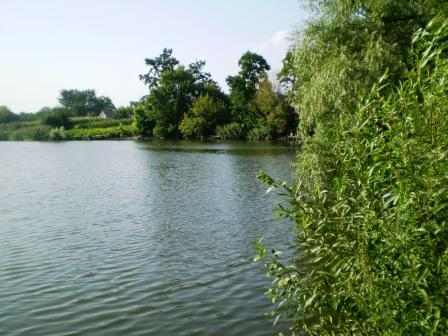
Озеро-стариця в Оржицьких плавнях

Територією району протікає 8 річок. Найбільші: Сула, протяжність русла 22 км, її притоки — річки Оржиця та Сліпорід. Водний простір району становить 1068 гектарів. У районі є 22 ставки загальною площею водного дзеркала понад 240 гектарів та загальним об'ємом 4900 тис. куб. метрів зарегульованої води.
Рівнинна територія, помірний континентальний клімат з достатньою кількістю тепла та вологи, чорноземні ґрунти, річкова мережа обумовили врівноважену динаміку природних процесів. Середньорічні температури: літня +20,3 °C, зимова −6,3 °C. Середня кількість опадів 450—470 мм.
Селище міського типу Оржиця є районним центром району Полтавської області. Відстань від Оржиці до Полтави шосейними дорогами 167 км, до сусідніх райцентрів: Чорнобая — 30, Драбова — 47, Гребінки — 52, Лубен — 42, Хорола — 48, Семенівки — 62.

## Природно-заповідний фонд

### Національний природний парк
Нижньосульський (частина).

### Заказники загальнодержавного значення
Великоселецький, Плехівський.

### Заказники місцевого значення
Онішківський, Половець, Тарасенківський, Чутівський, Оржицький, Яблунівський, Тимківський.

### Пам'ятка природи комплексна
Киндинів сад.

### Пам'ятка природи ботанічна
Дуб черешчатий.

### Заповідні урочища
Біла Шапка, Загать, Кобеляк, Манілове.

### Парк-пам'ятка садово-паркового мистецтва
Зарізький.

## Історія

### Голодомор
У кінці літа 1932 р. в Оржицькому районі було 60 колгоспів. Разом з одноосібниками вони повинні були здати на кінець 1932 р. 162689 ц хліба. Район виконав план до 5 вересня на 4,5 %, тобто здав 7321 ц.
Незважаючи на постанову Політбюро ЦК КПБУ (липень), Укрколгоспцентру (серпень) про заборону «підміни видачі натуральних авансів надмірним поширенням громадського харчування», постанову ЦК КПБУ від 9 серпня, за якою заборонялося до 9 січня (час виконання хлібозаготівлі) торгувати хлібом на базарах, план виконувався з величезними труднощами.
На 20 вересня 1932 р. план хлібозаготівлі по району було виконано на 27,9 %, на кінець жовтня — 36,8 %, на кінець листопада — 68,8 %. Лишалося здати ще 34300 ц. Тому 8 грудня було прийнято постанову РК та ГКК Оржицького району про незадовільний хід хлібозаготівлі в районі та про остаточний термін виконання плану — 25 грудня. У грудні скасовувалося рішення про створення посівних фондів зерна і наказано вивозити і його. Отже, до кінця грудня колгоспи здали 96,2 %, а одноосібники — 37,2 %.
За невиконання плану хлібоздавання припинялося постачання сіл промисловими товарами. У 12 районах області (а тоді була Харківська обл.) товари були вилучені з магазинів, а в 45 районах, у тому числі й Оржицькому, завіз товарів був тимчасово припинений і попереджено: «…в разі, якщо в найближчі дні не буде перелому в хлібозаготівлі, повністю будуть вилучені з продажу всі промтовари».
Почався голод. У доповідній записці Харківського обкому ЦК КПБУ зазначено, що в Оржицькому районі «…в большистве колхозов отсуствует хлеб. Еще в начале сева колхозники питались до 25 % сурогатами, есть случаи опухания в таких селах: Круподеренское — 40 чел., Лукомское — 30 чел., Оржица — 27 чел. Колхози не в состоянии обеспечить общественным питанием всех работающих колхозников, что приводит к чрезмерно низкому проценту выхода на работу». Із 12 районів області, де простежувалося найбільше випадків голоду, Оржицький район був офіційно віднесений до шостого. Найгірше було в с. Круподеринцях. Тут до травня 1932 р. розкуркулено 88 селянських господарств, що становило 15 % усіх господарств села та навколишніх хуторів.

### Німецько-радянська війна
На 1 січня 1941 року кількість мешканців Оржицького району налічувала 64,3 тис. осіб. Від 30 червня 1941 р. у місцевій газеті «За більшовицькі колгоспи» повідомлялося, що в Оржиці 22 червня відбувся мітинг трудящих, на якому була прийнята резолюція про найкоротші строки проведення жнив для забезпечення хлібом Радянської Армії.

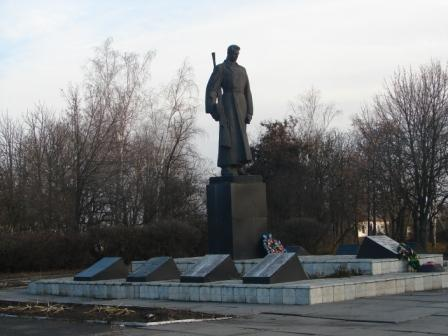
Братська могила радянських воїнів у селищі Оржиця

Уже в серпні все непризовне населення зігнано будувати оборонні лінії: рили окопи, траншеї, протитанкові рови за Селецькою, біля Остапівки, облаштовували польові аеродроми. Усі здатні чоловіки та добровольці були мобілізовані.
Про початок воєнних дій на Оржиччині так пишеться в «Книзі пам'яті України»: «Наступ німців з плацдарму під Кременчуком і з півночі від Ромен завершився оточенням головних сил чотирьох армій Південно-Західного фронту. Територія Оржицького району стала ареною кровопролитних боїв. Під вогнем ворога і бомбардувань з повітря командирам і червоноармійцям доводилося пробиватись із оточення, форсувати болота, будувати дамбу через р. Оржицю. Нерівна, з великими втратами, боротьба продовжувалася по 23 вересня 1941 р.»
У центрі подій опинилася Оржиця з навколишніми селами: Плеховом, Зарогом, Онішками. Боронили рідну землю воїни 97, 116, 196 стрілецьких, 32, 43 і 47 кавалерійських дивізій, Таращанського полку 45 Щорсівської дивізії, зведений загін моряків Дніпровсько-Пінської військової флотилії. Але 18 вересня при підтримці авіації танковий клин німецьких військ прорвали оборону на південній околиці Оржиці. Тут були вщент розбиті полки 124-ї дивізії. Загинули командири: полковник Ф. Мальцев, начальник політвідділу комісар Ф. Медведєв, начальник штабу підполковник В. Угорич, комісар Чечельницький, начальник політвідділу кавгрупи Герой Радянського Союзу Т. Бумажков, заступник прокурора армії підполковник Д. Лозовий та інші. Під селом Кандибівкою загинули 200 моряків Дніпровської флотилії і поховані в братській могилі в селі Сазонівці.
Із 18 по 23 вересня німецькі війська окупували район і встановили свій режим. Вони ліквідували емблеми та символи Радянської влади, а за порушення їхніх порядків арештовували або штрафували в 5 тис. крб.
На території Оржицького району окупанти розстріляли 388 мирних мешканців, серед них 124 жінок і дітей. Після катувань у колодязь с. Чайківщина вкинули 21 ос. Також страчені у Денисівці — 2 ос., у Воронинцях — 12 ос., у Вишневому — 2 ос., у Золотухах — 9 ос., у Круподеринцях — 15 ос., у Лазірках — 9 ос., в Оржиці — 13 ос., у Плехові — 2 ос., у Райозері — 6 ос., у Старому Іржавці — 2 ос., у Савинцях — 8 ос. (у тому числі — 2 дітей), у Сазонівці — 3 ос., у Чевельчі — 2 ос., у Яблуневі — 22 ос.
На каторгу в Німеччину було відправлено 3 640 ос., в тому числі 2098 призовного віку: із Денисівки — 230 ос., з Великоселецького — 81 ос., з Воронинець — 121 ос., з Вишневого — 57 ос., із Золотух — 105 ос., із Круподеринець — 80 ос., з Лазірок — 226 ос., з Оржиці — 177 ос., з Плехова — 57 ос., з Райозера — 130 ос., із Старого Іржавця — 206 ос., із Савинець — 123 ос., із Сазонівки — 182 ос., із Черевок — 83 ос., із Чевельчі — 120 ос., із Яблунева — 100 ос.
Оржицький район єдиний в області, де кількість вивезених чоловіків перевищував кількість жінок.
Люди не мирилися з окупацією. До середини 1942 р. утворювалися і діяли невеличкі окремі підпільні групи в селах Чайківщині, Чутівці, Лукім'ї. Та коли ішла битва на Курській дузі, штаб Воронезького фронту закинув із «Дугласа» дві розвідувально-диверсійні групи, які були сформовані у партизанські загони № 25 і 26.
Партизанський загін № 25 діяв біля Оржиці та Онішок. Але він був малочисельний і не міг проводити значних операцій в тилу ворога. Загін проіснував до 7 липня 1943 р.
Партизанським загоном № 26 командував І. Шейченко (прізвисько — «Тарас»). Загін зріс із 11 парашутистів до 115 чоловік і діяв у лісі під Плеховом. Він поповнювався мешканцями Плехова, Лукім'я, Онішок, Оржиці, Денисівки. Групою підривників ешелонів на залізниці Лубни-Полтава командував В. Круглий. До самого зайняття Оржиччини Червоною армією плехівці регулярно постачали партизанів харчами, після того партизани загону № 26 влилися в Харкові до складу частин Червоної Армії і громили ворога на фронті у відкритих боях.
18 вересня 1943 року воїни 118-ї стрілецької дивізії 21-го стрілецького корпусу 47-ї армії Воронезького фронту під командуванням генерал-майора С. Солярова та 337-ї стрілецької дивізії під командуванням генерал-майора Г. Ляскіна відбили Оржицький район від німецьких військ.

## Адміністративний поділ
Район поділявся на 2 селищні ради і 19 сільських рад, які підпорядковувалися Оржицькій районній раді й об'єднували 51 населений пункт.
05.02.1965 Указом Президії Верховної Ради Української РСР передано Олександрівську сільраду Лубенського району до складу Оржицького району.
Колишні села — Петровського, Ріжки (1995), Івахненки (2001), Савулівка (2008) та Чернета (2010).
17 липня 2020 року у рамках децентралізації Оржицький район ліквідовано, його територія включена у склад Лубенського району.

## Населення
Розподіл населення за віком та статтю (2001):
| Стать | Всього | До 15 років | 15-24 | 25-44 | 45-64 | 65-85 | Понад 85 |
| --- | ------ | ----------- | ----- | ----- | ----- | ----- | -------- |
| Чоловіки | 13 577 | 2639        | 1759  | 3978  | 3443  | 1691  | 67       |
| Жінки | 16 042 | 2491        | 1610  | 3852  | 4047  | 3626  | 416      |
| \| Статево-вікова піраміда \| Статево-вікова піраміда \| Статево-вікова піраміда \| \| ----------------------- \| ----------------------- \| ----------------------- \| \| Чоловіки \| Вік \| Жінки \| \| 67 \| 85 + \| 416 \| \| 134 \| 80-84 \| 524 \| \| 371 \| 75-79 \| 1036 \| \| 611 \| 70-74 \| 1190 \| \| 575 \| 65-69 \| 876 \| \| 1041 \| 60-64 \| 1285 \| \| 590 \| 55-59 \| 833 \| \| 869 \| 50-54 \| 943 \| \| 943 \| 45-49 \| 986 \| \| 1064 \| 40-44 \| 1051 \| \| 949 \| 35-39 \| 927 \| \| 1016 \| 30-34 \| 938 \| \| 949 \| 25-29 \| 936 \| \| 844 \| 20-24 \| 823 \| \| 915 \| 15-20 \| 787 \| \| 1060 \| 10-14 \| 1033 \| \| 909 \| 5-9 \| 803 \| \| 670 \| 0-4 \| 655 \| |        |             |       |       |       |       |          |
| Статево-вікова піраміда |        |             |       |       |       |       |          |
| Чоловіки | Вік    | Жінки       |       |       |       |       |          |
| 67 | 85 +   | 416         |       |       |       |       |          |
| 134 | 80-84  | 524         |       |       |       |       |          |
| 371 | 75-79  | 1036        |       |       |       |       |          |
| 611 | 70-74  | 1190        |       |       |       |       |          |
| 575 | 65-69  | 876         |       |       |       |       |          |
| 1041 | 60-64  | 1285        |       |       |       |       |          |
| 590 | 55-59  | 833         |       |       |       |       |          |
| 869 | 50-54  | 943         |       |       |       |       |          |
| 943 | 45-49  | 986         |       |       |       |       |          |
| 1064 | 40-44  | 1051        |       |       |       |       |          |
| 949 | 35-39  | 927         |       |       |       |       |          |
| 1016 | 30-34  | 938         |       |       |       |       |          |
| 949 | 25-29  | 936         |       |       |       |       |          |
| 844 | 20-24  | 823         |       |       |       |       |          |
| 915 | 15-20  | 787         |       |       |       |       |          |
| 1060 | 10-14  | 1033        |       |       |       |       |          |
| 909 | 5-9    | 803         |       |       |       |       |          |
| 670 | 0-4    | 655         |       |       |       |       |          |

Національний склад населення за даними перепису 2001 року:
| Національність | Кількість осіб | Відсоток |
| -------------- | -------------- | -------- |
| українці       | 28689          | 96,86 %  |
| росіяни        | 669            | 2,26 %   |
| білоруси       | 73             | 0,25 %   |
| молдовани      | 61             | 0,21 %   |
| вірмени        | 27             | 0,09 %   |
| інші           | 101            | 0,34 %   |

Мовний склад населення за даними перепису 2001 року:
| Мова       | Кількість осіб | Відсоток |
| ---------- | -------------- | -------- |
| українська | 28866          | 97,45 %  |
| російська  | 610            | 2,06 %   |
| молдовська | 47             | 0,16 %   |
| білоруська | 30             | 0,10 %   |
| вірменська | 21             | 0,07 %   |
| інші       | 46             | 0,16 %   |

## Політика
25 травня 2014 року відбулися Президентські вибори України. У межах Оржицького району було створено 35 виборчих дільниць. Явка на виборах складала — 68,61 % (проголосували 13 975 із 20 370 виборців). Найбільшу кількість голосів отримав Петро Порошенко — 53,14 % (7 426 виборців); Юлія Тимошенко — 15,09 % (2 109 виборців), Олег Ляшко — 14,12 % (1 973 виборців), Анатолій Гриценко — 4,32 % (604 виборців), Сергій Тігіпко — 2,87 % (401 виборців). Решта кандидатів набрали меншу кількість голосів. Кількість недійсних або зіпсованих бюлетенів — 1,19 %.

## ЗМІ
- Оржицькі вісті

## Пам'ятки історії та археології
- Пам'ятки монументального мистецтва Оржицького району
- Пам'ятки історії Оржицького району

Оржиччина багата історичними, археологічними і природничими пам'ятками. Наша земля зберігає сліди первісної людини, скіфів, сарматів, слов'янських племен. Про це свідчать знаряддя праці, поховання — кургани, древні вали Київської Русі.
Одне з унікальних місць району — Тарасівський кар'єр цегельного заводу, в якому час від часу знаходять речі сивої давнини: бронзові сокири, кістяк мамонта і кремінне знаряддя праці.
Курган «Залізна баба», який знаходиться під опікою Товариства охорони пам'яток історії та культури України. Вчені припускають, що пагорб слугував старослов'янським жертовником X—XIII ст. Розкопок археологічної пам'ятки не проводилось. Вчений-історик В. Ляскоринський описав його зовнішній вигляд і висловив припущення, що тут містилось велике святилище-жертовник скіфського часу десь у II—ІІІ ст. до н. е.. Але зараз учені схиляються до думки, що насипали ці велетенські вали не скіфи, а праслов'яни, які виконували свої релігійні обряди.
Слов'янське поселення в с. Тарасівці, на березі Сули (городище Горошин). Давньоруське місто, вперше згадано в 1096 році. Відоме до середини ХШ ст. Воно виступало, як форпост Київської Русі, який входив у посульську оборонну лінію проти кочівників. Заснована вона була в Х ст. за князівства Володимира Святославовича. Городище розташоване на високому березі Сули. Оточене валами.
Тут неодноразово проводились розкопки. Знайдені уламки гончарного посуду, точильні бруски, залізні ножі, уламки амфори, досліджені залишки глинобитної печі ХП-ХШ ст.
Колекції знахідок зберігаються в Ермітажі, Інституті археології АН України та Лубенському краєзнавчому музеї.

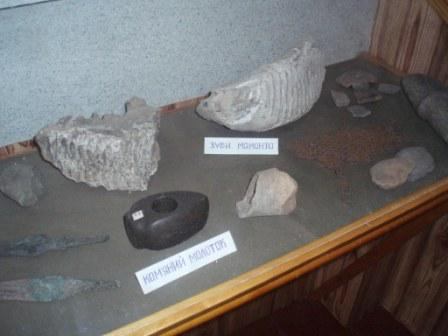
Археологічні експонати

Чутівське городище, свідок сивої давнини, до наших днів зберіг всі ознаки стародавньої слов'янської фортеці-селища. Над заплавою Сули височить гора — виступ Змієвого Валу, що вдається у річкову долину. Схили гори стрімко обриваються до заплави. На цій горі і розташували наші предки своє городище. З півночі укріплення захищав глибокий яр, з півдня і заходу воно було оточене ровом і оборонними валами.
У наш час схили валів і ровів обвалились, заросли деревами і чагарниками, але все ж залишаються добре помітними. У центрі самого городища видніється западина, яка, ймовірно, утворилась на місці колодязя. У посульських городищах такі колодязі служили не лише джерелом води для захисників під час облоги, а й були початком підземного ходу, що сполучав фортецю з річковою заплавою. Таким чином, оборонці городища мали можливість у крайньому випадку вислизнути з оточеної фортеці і сховатися у безмежних заростях очеретів сулинських боліт.
Городище Лукомль (Лукім'я). Вперше воно згадується в Іпатіївському літопису за 1178 р. під назвою Лукомль. Городище (північна частина) забудована і на ній розташований адміністративно-культурний центр села.
Городище неодноразово обстежувалося. Про нього згадує великий український поет Т. Шевченко, який робив замальовки його в середині XIX ст. Лукомльське поселення мало велике оборонне значення. З трьох боків оточене глибокими ярами та крутими берегами Сули, з четвертого споруджено земляний вал. На найвищій горі стояла фортеця, яка складалася з двох укріплень, оточених валами. Від фортеці до Сули був прокладений підземний хід. Лукім'я пізніше стало сотенним містечком Лубенського козацького полку.
У Оржицькому районі Полтавської області нараховується 11 пам'яток монументального мистецтва.
| # | назва                                             | адреса     |
| - | ------------------------------------------------- | ---------- |
|   | Пам’ятник-бюст Герою Радянського Союзу Д.І.Бабаку | с. Савинці |

Об'єкти, які вважались пам'ятками монументального мистецтва раніше:
| #  | назва                       | адреса            |
| -- | --------------------------- | ----------------- |
| 1  | Пам’ятник В.І.Леніну        | смт Оржиця, центр |
| 2  | Пам’ятник С.М.Кірову        | с. Воронинці      |
| 3  | Пам’ятник В.І.Леніну        | с. Денисівка      |
| 4  | Пам’ятник В.І.Леніну        | с. Заріг          |
| 5  | Пам’ятник В.В.Куйбишеву     | с-ще Куйбишеве    |
| 6  | Пам’ятник Г.М.Димитрову     | с. Лазірки        |
| 7  | Пам’ятник Ф.Е.Дзержинському | с. Лукім’я        |
| 8  | Пам’ятник В.І.Леніну        | с. Плехів         |
| 10 | Пам’ятник                   | с. Великоселецьке |
| 11 | Пам’ятник В.І.Леніну        | с. Черевки        |
|    |                             |                   |

## Культурно-мистецькі традиції
На даний час на Оржиччині працює багато самодіяльних народних колективів та фольклорних ансамблів, учасниками яких є істинні цінителі народного пісенного мистецтва.
Щороку в районі проводиться фестиваль української пісні та аматорського мистецтва, в якому беруть участь художні колективи з усіх територіальних громад району. Оржицький район залишається й понині одним із провідних у пісенному розмаїтті усно-поетичної творчості Полтавщини.
Щороку мешканці села Денисівка відзначають свято Віхи, що коренями сягає часів язичництва. На Лівобережній Україні лише в кількох селах спостерігається подібне відзначення Трійці.

## Відомі люди Оржиччини
- с. Вороненці — Лауреат Державної премії СРСР К. А. Федоренко — доктор історичних наук; доктор історичних наук Г. Я. Сергієнко/1925/; кандидат географічних наук Б. Д. Панасенко.
- с. Денисівка — доктор медичних наук, професор Н. К. Карпинський /1745-1810/; письменник, поет М. П. Кожушний /1904-1942/; поетеса Т. В. Шаповаленко/1952/; український філософ і письменник В. В. Лесевич/ 1837—1905/; казкар Р. Ф. Чмихало.
- с. Заріг — український етнограф фольклорист, письменник і педагог М. Номис /Матвій Терентійович Симонов — 1823—1900/; Письменниця Наталка Полтавка /Н. М. Кибальчиш/ 1857—1918/дочка Номиса/доктор географічних наук І. П. Половина /1926/Герой соціалісти-чної Праці О. В. Василенко /1914-1975/.
- с. Золотухи — Герой Радянського Союзу О. П. Петрик/1917/
- с. Круподеринці — видатний український лікар М. Л. Гамалія /1749-1830/народний артист УРСР О. М. Волін /1898-1975/.
- с. Вишневе — Герой Соціалістичної Праці І. І. Марченко
- с. Лазірки — український поет В. О. Підпалий/1936-1973/.